# ティヤナ・マレセビッチ
ティヤナ・マレシェヴィッチ（セルビア語: Тијана Малешевић、1991年3月18日 - ）は、セルビア国籍の元女子バレーボール選手。スイスのチューリッヒ出身。元セルビア代表。

## 来歴
2009年に初代表でヨーロッパリーグのファイナルに招集される、主力組が自国で開催されたユニバーシアードに派遣されたため若手主体での参加になったが見事初代優勝を飾った。
スイスリーグ屈指の強豪チームでCEVチャンピオンズリーグにも出場するヴォレロ・チューリッヒに所属、スイス選手権では2010-2011年優勝、スイスカップでは2011年と2012年で優勝、スイス・スーパー・カップでは2010年と2011年で優勝するなど活躍を見せている。

## 球歴
- ヨーロッパジュニア選手権 - 2007年（優勝）
- バルカンジュニア選手権 - 2007年（優勝）
- ヨーロッパリーグ - 2009年（優勝）、2011年（優勝）
- ヨーロッパ選手権 - 2011年（優勝）
- ワールドグランプリ - 2011年（3位）
- ワールドカップ - 2011年（7位）

## 所属クラブ
- ／ イェディンストヴォ・ウジツェ（2005-2010年）
- ヴォレロ・チューリッヒ（2010-2012年）
- PTPSピワ (2012-2013年)
- VKプロスチェヨフ（2013-2014年）
- サリエル・ベレディイェスポル（2014-2015年）
- AGIL Volley（2015-2016年）
- オザスコ（2016-2017年）
- Seramiksan SK（2017-2018年）
- CSMヴォレイ・アルバ・ブラジ（2018年）
- イル・ビゾンテ・フィレンツェ（2018-2019年）
- OKレッドスター・ベオグラード（2019年）
- Jakarta Popsivo polwan（2020年）